# Drużynowe Mistrzostwa Polski na Żużlu 1986
Drużynowe Mistrzostwa Polski na Żużlu 1986 – 39. edycja drużynowych mistrzostw Polski, organizowanych przez Polski Związek Motorowy (PZM). W sezonie 1986 po rozszerzeniu ligi, do rozgrywek pierwszej ligi przystąpiło dziesięć zespołów, natomiast w drugiej lidze walczyło siedem drużyn.
Zwycięzca najwyższej klasy rozgrywkowej (I Ligi) zostaje Drużynowym Mistrzem Polski na Żużlu w sezonie 1986. Obrońcą tytułu z poprzedniego sezonu jest Falubaz Zielona Góra W tym sezonie pierwsze miejsce w rozgrywkach zajął Apator Toruń.

## Pierwsza Liga
| Poz. | Klub                 | Pkt. | Z  | R | P  | +/−  |
| ---- | -------------------- | ---- | -- | - | -- | ---- |
| 1    | Apator Toruń         | 24   | 12 | 0 | 6  | +212 |
| 2    | Polonia Bydgoszcz    | 24   | 12 | 0 | 6  | +98  |
| 3    | Unia Leszno          | 23   | 10 | 3 | 5  | +189 |
| 4    | Falubaz Zielona Góra | 22   | 10 | 2 | 6  | +162 |
| 5    | Stal Gorzów          | 21   | 10 | 1 | 7  | +115 |
| 6    | Stal Rzeszów         | 20   | 10 | 0 | 8  | –33  |
| 7    | Wybrzeże Gdańsk      | 16   | 8  | 0 | 10 | –92  |
| 8    | ROW Rybnik           | 14   | 6  | 2 | 10 | –135 |
| 9    | Unia Tarnów          | 10   | 5  | 0 | 13 | –244 |
| 10   | Kolejarz Opole       | 6    | 3  | 0 | 15 | –272 |

## Druga Liga
| Poz. | Klub                  | Pkt. | Z | R | P  | +/−  |
| ---- | --------------------- | ---- | - | - | -- | ---- |
| 1    | Start Gniezno         | 16   | 8 | 0 | 4  | +180 |
| 2    | Śląsk Świętochłowice  | 16   | 8 | 0 | 4  | +155 |
| 3    | Ostrovia Ostrów       | 16   | 8 | 0 | 4  | +92  |
| 4    | Włókniarz Częstochowa | 14   | 7 | 0 | 5  | +135 |
| 5    | Motor Lublin          | 12   | 6 | 0 | 6  | +14  |
| 6    | GKM Grudziądz         | 10   | 5 | 0 | 7  | –133 |
| 7    | Sparta Wrocław        | 0    | 0 | 0 | 12 | –443 |

## Baraże
| Unia Tarnów 9. miejsce w I Lidze | 92:88 | Śląsk Świętochłowice 2. miejsce w II Lidze |
| -------------------------------- | ----- | ------------------------------------------ |
| Świętochłowice                   | 54:36 | Tarnów                                     |
| Tarnów                           | 56:34 | Świętochłowice                             |